# Distrito de Oronccoy
El Distrito peruano de Oronccoy es uno de los 11 distritos de la Provincia de La Mar, ubicada en el Departamento de Ayacucho, Perú.
Su capital la ciudad de Oronccoy a 3394 m s. n. m. con 187 habitantes.

## Historia
El distrito fue creado mediante la ley Nº 30457 el 14 de junio de 2016, en el gobierno de Ollanta Humala. Inicialmente se pensó colocar el nombre de distrito Vraem, pero luego fue descartado.
Durante los primeros años, la municipalidad distrital de Chungui era la encargada de la administración de recursos y servicios públicos del distrito de Oronccoy, en tanto se elijan e instalen nuevas autoridades.
El 10 de diciembre de 2017 se realizaron las primeras elecciones municipales distritales, siendo elegido Yuri Eusebio Garcia Orihuela.

## Límites
- Norte y Noreste: Limita con los distrito de Chungui e Inkawasi, provincia de La Convención, departamento de Cusco.
- Sureste: Limita con distrito de Pacobamba, provincia de Andahuaylas, departamento de Apurimac.
- Sur: Limita con los distritos de Kaquiabamba y Andarapa. provincia de Andahuaylas y distrito de Ocobamba, provincia de Chincheros, departamento de Ayacucho.
- Suroeste: Limita con los distritos de Ocobamba y Ongoy, provincia de Chincheros, departamento de Apurimac.
- Oeste y Noroeste: Limita con el distrito de Chungui.

## Autoridades

### Municipales
- 2023 - 2026[3]
  - Alcalde: EFRAÍN CALLE ORIGUELA, de gana ayacucho.
  - Regidores:

  1. MARIO MIGUEL OROSCO ALARCÓN (gana ayacucho)
  2. RAIDA CASA DIAZ             (gana ayacucho)
  3. CAMILO CCAICURI PACHECO     (gana ayacucho)
  4. EVA DIAZ ARANGO             (gana ayacucho)
  5. MARIO CIRILO HUARAYA BONDIA (wary llaccta)

Alcaldes anteriores
- 2018:[4]
  1. Yuri Eusebio Garcia Orihuela, de Desarrollo Integral Ayacuchano (2018)
  2. jacinto huaman velasque, de Desarrollo Integral Ayacuchano (2018)(complementario)
  3. Félix Oscco Salas, de Desarrollo Integral Ayacucho ( 2019-2022)